# Tenpyō-hōji
La Era Tenpyō-hōji (天平宝字?) fue una era japonesa (年号 nengō?) posterior a la era Tenpyō-shōhō y anterior a la era Tenpyō-jingo. Esta era abarcó del año 757 al 765. La emperatriz reinante fue Kōken-tennō (孝謙天皇?).

## Cambio de era
- Tenpyō-hōji gannen (天平宝字元年?); 757): La nueva era comenzó en Tenpyō-shōhō 9, en el segundo día del octavo mes del año 757.[2]

## Eventos de la eraTenpyō-hōji
- Tenpyō-hōji 1,  (757): Comienza la nueva era el segundo día del octavo mes de Tenpyō-shōhō 9.[3]
- Tenpyō-hōji 4 (760): Se ponen en circulación monedas adicionales -- cada moneda de cobre tenía la inscripción Mannen Ten-hō, las de plata Teihei Genhō y las de oro Kaiki Shōhō.[4]
- Tenpyō-hōji 9, primer día del primer mes (765): en el sexto año del reinado de Junnin-tennō', El emperador es depuesto por su madre adoptiva, ascendiendo al trono al poco tiempo la Emperatriz Shōtoku.[5]